# 2021年巴基斯坦开伯尔-普什图省汽车爆炸事件
2021年7月14日，巴基斯坦開伯爾-普什圖省哈扎拉县一中企班車遭到自殺式汽車炸彈襲擊後墜谷，造成13人死亡，其中9人爲中華人民共和國公民；另有28名中華人民共和國公民受傷。車上時有前往上科希斯坦县达苏水电站工地的30名工程師。巴警方初步報告稱爆炸可能与「机械故障气体泄漏」有关，但隨後卽發現了「爆炸物」痕跡，不排除恐怖袭击的可能。中方派跨部門聯合工作組赴巴基斯坦參與調查。

## 反應與調查
巴基斯坦总理伊姆兰·汗認定此次事件属于恐怖袭击。7月28日，巴基斯坦警方逮捕了兩名犯罪嫌疑人。
2021年8月6日，联合国安理会发表主席新闻谈话，谴责此次襲擊事件。中國外交部發言人華春瑩讚賞巴基斯坦的調查工作，並指恐怖主義是全人類公敵，反對任何勢力利用恐怖主義謀取地緣私利。

## 分離主義行兇者
2021年8月12日，巴基斯坦外交部长沙阿·迈赫穆德·库雷希表示，此次爆炸事件是一起自杀炸弹案件，由伊斯兰武装巴基斯坦塔利班斯瓦特分支进行实施，幕后得到了印度调查分析局和阿富汗国家安全局的支持。8月13日，印度外交部发言人巴格奇（Arindam Bagchi）否认巴基斯坦針對印度的指控。